# لوئیزا نوی‌باوئر

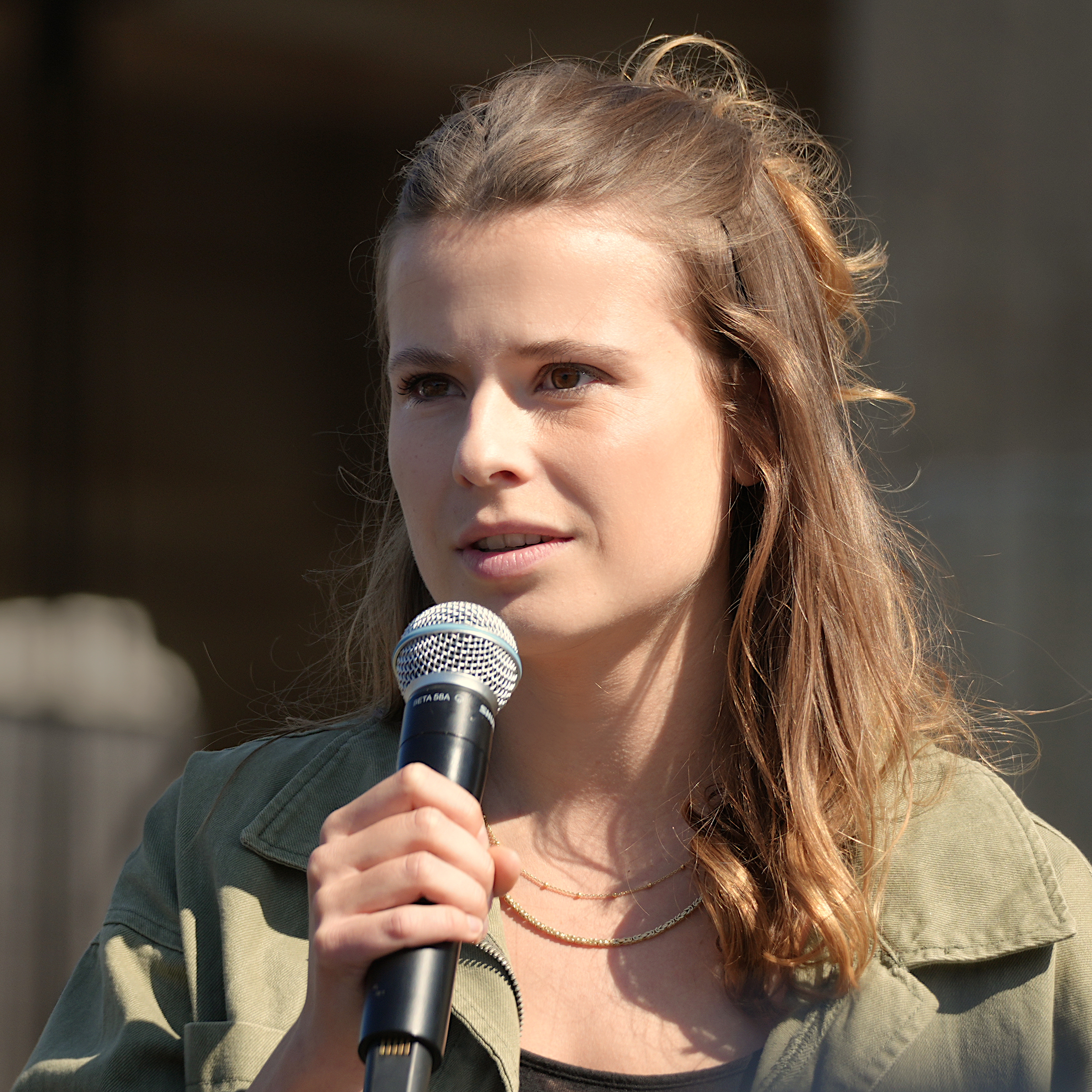
لوئیزا نوی‌باوئر در حا سخنرانی در اعتصاب جهانی جمعه‌ها برای آینده در ۱۵ سپتامبر ۲۰۲۳ در نزدیکی دروازه براندنبورگ برلین، آلمان

لوئیزا نوی‌باوئِر (آلمانی: Luisa Neubauer؛ زادهٔ ۲۱ آوریل ۱۹۹۶) سیاستمدار و نویسنده و کنشگر جنبش اقلیمی اهل آلمان است. او یکی از سازمان‌دهندگان اصلی اعتصاب مدارس برای اقلیم در آلمان است، کشوری که این جنبش در آن معمولاً تحت نام فرعی «جمعه‌ها برای آینده» شناخته می‌شود. او از یک سیاست اقلیمی حمایت می‌کند که با توافق پاریس مطابقت داشته و حتی از آن پیشی می‌گیرد و مهار رشد را تأیید کند. نوی‌بائر یکی از اعضای اتحاد اتحاد ۹۰/سبزها و جوانان سبز است. او در سال ۲۰۲۵ کتابی تحت عنوان اگر شجاع باشیم چه؟ منتشر کرد.

## زندگی‌نامه
نوی‌باوئر در هامبورگ متولد شد و کوچک‌ترین عضو خانواده‌ای متشکل از چهار خواهر و برادر است. مادرش پرستار است. مادربزرگش داگمار ریمتسما (متولد ۱۹۳۳ به نام دوشیزگی داگمار فون هانیش) چند سالی همسر فایکو ریمتسما مالک امپراتوری سیگار ریمتسما بود و در جنبش ضدهسته‌ای دهه ۱۹۸۰ مشارکت داشت. او ذهن لوئیزا نوی‌باوئر را نسبت به مشکلات اقلیمی حساس کرد و سهم خود را از شرکت تعاونی دی تاگس‌تسایتونگ به او بخشید. دو تن از سه خواهر و برادر بزرگ‌تر نوی‌بائِر در لندن زندگی می‌کنند. دخترعموی او کارلا ریمتسما نیز یک فعال اقلیمی است.
نوی‌باوئر در محلهٔ ایزربرووک هامبورگ بزرگ شد و دیپلم دبیرستان خود را در سال ۲۰۱۴ در گومنازیوم ماریون-دونهوف در محله ثروتمندنشین بلانکنز به پایان رساند. در سال پس از فارغ‌التحصیلی، او برای یک پروژه کمکی توسعه در تانزانیا مشارکت داشت و در یک مزرعهٔ کشاورزی ارگانیک در انگلستان کار کرد. در سال ۲۰۱۵ تحصیل در رشته جغرافیا را در دانشگاه گوتینگن آغاز کرد. او یک ترم را هم در خارج از کشور و در کالج دانشگاهی لندن گذراند و بورسیه تحصیلی از دولت آلمان و بنیاد هاینریش بل، وابسته به اتحاد ۹۰/سبزها دریافت کرد. نوی‌باوئر در سال ۲۰۲۰ تحصیلات خود را با مدرک کارشناسی علوم به پایان رساند.
نوی‌باوئر از سال ۲۰۱۶ سفیر جوانان سازمان مردم‌نهاد ONE بوده است. او همچنین برای بنیاد حقوق نسل‌های آینده، 350.org، بنیاد جایزه زیست صحیح کارزار بدون سوخت‌های فسیلی و پروژه گرسنگی فعال بود. با کارزار محروم کنید! پول خود را بیرون بکشید! دانشگاه گوتینگن را مجبور به توقف سرمایه‌گذاری در صنایعی کرد که با زغال سنگ، نفت یا گاز درآمد کسب می‌کنند.
لوئیزا نوی‌باوئر سازمان‌دهنده و سخنگوی اولین اعتصاب مدارس برای اقلیم در ۱۴ دسامبر ۲۰۱۸ بود که از هشتگ رسانه‌ای #جمعه برای آینده نیز استفاده کرد.

## انتقادها
نوی‌باوئر پوشش مطبوعاتی منفی برای پروازهای گذشته خود به کشورهای سراسر جهان دریافت کرد. او پاسخ داد که هرگونه انتقاد از استفاده شخصی او (از سوخت‌های فسیلی) توجه‌ها را از مسائل ساختاری و سیاسی بزرگتر منحرف می‌کند. او همچنین گفت، این نوع انتقاد بیانگر یک تضاد نسلی و یک مسئله قدرت است که رفتارهای اکولوژیکی خصوصی را در برابر مسائل سیاسی بزرگتر، مانند افزایش سطح کاز CO2 و میزان کلی سفرهای هوایی قرار می‌دهد. او خودش اعتراف کرد که عمدتاً گیاهخواری می‌کند کمتر از گذشته از هواپیما اسافاده می‌کند و پروازهایش گذشته اش را به طریقی جبران می‌کند.
الکساندر اشتراسنر، استاد کمکی علوم سیاسی در دانشگاه رگنسبورگ، او را متهم کرد که از اصطلاح «پیرمرد سفیدپوست» به عنوان مترادف برای افرادی با عقاید مختلف برای بی‌اعتبار کردن چنین افرادی استفاده می‌کند.
در سال ۲۰۲۴، زمانی که روزنامه‌نگار یان فلایشهاوئر در مورد تجربه‌اش از انجام مصاحبه با نوی‌باوئر سخن گفت، او را ترکیبی از «دختری از طبقه بالای جامعه»، «نگرشِ همه چیز را می‌دانم» و «کازمو-مامبو-جامبو» را «آدم خاص» و «به‌طور منحصر به فرد، تحمل ناپذیر» توصیف کرد.